# 四国 おひるのクローバー
『四国 おひるのクローバー』（しこく おひるのクローバー）は、NHKが2017年4月3日から2020年3月13日までNHK松山放送局を基点に四国地方で放送されていた地域情報番組である。通称「ひるクロ」。

## 概要
2017年3月まで愛媛県ローカルで放送されていた『えひめ おひるのたまご』を四国ブロックに範囲を広げてリニューアルした。出演者も『おひるのたまご』から続投する。それに伴い、各県ローカルで放送していた『こうち情報BOX』（高知）、『ひるまえかがわ』（高松）、『とくしまi』（徳島）はいずれも2017年3月31日で終了した。各県ローカルの放送も金曜日の11:40からの一部時間に絞られた。
12時前の気象情報については従来は月曜 - 金曜が昼前のローカル番組が休止される祝日と重なった場合のみ四国ブロックでの放送となっていたが、この番組の立ち上げにより、祝日と重なっていなくても四国ブロックでの放送となった。
2020年3月13日の放送をもって終了し、3年間の放送に幕を閉じた。同年3月30日から、後継番組として『ひるどき四国』を開始。ただ、同番組は本番組よりも15分短縮され11:45 - 12:00の15分間番組となった。また、毎週金曜日は11:54まで各県ローカルの放送となるため、『ひるどき愛媛』として放送される。

## キャスター
いずれも松山局契約キャスター。
- 平野和子
- 近江由佳
- 屋野愛音

過去の出演者
- 松本理奈子
- 高橋京香

## 気象予報士
- 山磨香織
- 野口琢矢

両名とも「おはようえひめ」の気象情報も兼務。